# Cerodontha vandalitiensis
Cerodontha vandalitiensis är en tvåvingeart som beskrevs av Spencer 1966. Cerodontha vandalitiensis ingår i släktet Cerodontha och familjen minerarflugor. Inga underarter finns listade i Catalogue of Life.